# Vereinbarte Verwaltungsgemeinschaft Wangen im Allgäu
Wspólnota administracyjna Wangen im Allgäu – wspólnota administracyjna (niem. Vereinbarte Verwaltungsgemeinschaft) w Niemczech, w kraju związkowym Badenia-Wirtembergia, w rejencji Tybinga, w regionie Bodensee-Oberschwaben, w powiecie Ravensburg. Siedziba wspólnoty znajduje się w mieście Wangen im Allgäu, przewodniczącym jej jest Michael Lang.
Wspólnota administracyjna zrzesza jedno miasto i dwie gminy:
- Achberg, 1 657 mieszkańców, 12,92 km²
- Amtzell, 3 829 mieszkańców, 30,56 km²
- Wangen im Allgäu, miasto, 27 461 mieszkańców, 101,28 km²